# Чансун-ванху
Чансу́н-ванху́ (хангыль: 장순왕후; ханча: 章順王后; 22 февраля 1445 — 5 января 1462) — чосонская наследная принцесса, первая супруга вана Йеджона. Личное имя Хан Нэи́ (한냉이), она происходила из клана Чхонджу Хан. При жизни носила титул Наследная принцесса Чансун (장순빈). Чансун-ванху — её посмертный титул. Умерла в возрасте 16 лет.

## Биография
Хан Нэи родилась 22 февраля 1445 года в семье Хан Мёнхо (из клана Чхонджу Хан) и его жены, госпожи Мин из клана Ёхын Мин. Хан Нэи была третьим ребёнком из пяти детей. Её мать приходилась двоюродной сестрой матери королевы Чонсун, а также её дедушке по материнской линии, который также приходился двоюродным дедушкой по материнской линии королеве, что делает её и королеву двоюродными сестрами. Её двоюродная бабушка по отцовской линии была прабабушкой королевы Чонхён. Её младшая сестра в конечном итоге стала королевой Конхе.

### Жизнь в качестве наследной принцессы
В 1460 году в возрасте 15 лет госпожа Хан была выбрана женой наследного принцп Ли Хвана известного тогда как Великий принц Хэян. Считается, что её тесть-король любил её за спокойный характер и красоту. 31 декабря 1461 г., (30 ноября 1461 г. по лунному календарю) она родила Вонсона (старшего сына Йеджона, великого принца Инсона).

### Смерть
Через пять дней наследная принцесса умерла в своих покоях от послеродовой болезни в возрасте 16 лет.
Король Седжо был опечален смертью своей любимой невестки. Её титул сменили с Принцессы Чансун на Наследную принцессу Чансун.
Её посмертный титул «Чан» (хангыль: 장, ханча: 章) означал нежность, щедрость и красоту. «Сун» (хангыль: 순, ханча: 順) означало послушание и самоотверженность; соответственно она стала наследной принцессой Чансун (хангыль: 장순빈, ханча: 章順嬪). Когда её шурин и зять, король Сонджон, взошел на трон, её посмертный титул изменился на королеву Чансун (хангыль: 장순왕후, ханча: 章順王后); также, в честь неё провели ритуальный обряд. Она была примером для последующих королев Чосона.
Её могила — Гоннын (№ 83), расположена в Самныне, Паджу, Бонгильчхон-ри, Джоджо-ып, Паджу-си, Кёнгидо.
Её единственный сын, великий принц Инсон, умер два года спустя.

### Последующие годы
12 января 1467 года младшая сестра наследной принцессы, Хан Сони, которой было 10 лет, вышла замуж за Ли Хёля, великого принца Джальсана (младшего сына наследного принца Ыйгёна и наследной принцессы Су). Как у жены великого принца, её королевским титулом стал «Принцесса-консорт Чонан» (хангыль: 천안군부인).
Под влиянием своего отца Джальсан стал 9-м ваном династии Чосон в 1469 году (позже получил титул короля Сонджона), что изменило её титул с принцессы-консорта Чонан на королеву-консорта Гонхе.
Молодую королеву постигла та же участь, что и её старшую сестру, и она умерла от болезни в возрасте 17 лет 30 апреля 1474 года.
Король Сонджон дал ей посмертный титул с использованием «Гон» (хангыль: 공, ханча: 恭) за восхваление и послушное обслуживание его родственников, а также «Хе» (хангыль: 혜, ханча: 惠) за её щедрость, нежность, и доброту; соответственно она стала королевой Гонхе (хангыль: 공혜왕후, ханча: 恭惠王后).

## Семья
- Отец — Хан Мёнхо (26 ноября 1415 — 28 ноября 1487) (한명회)
- Дядя — Хан Мёнджин (한명진, 韓明溍) (1426—1454)
- Тетя — госпожа Квон из клана Андон Квон (안동 권씨)[2]
  - Безымянный двоюродный брат
  - Кузина — госпожа Хан из клана Чхонджу Хан (청주 한씨, 淸州 韓氏)
    - а) Дедушка − Хан Ги (1393—1429) (한기, 韓起)
      - б) Прадед — Хан Санджиль (한상질, 韓尙質) (1350—1400)[3]
        - в) Прапрадедушка — Хан Су (한수, 韓脩) (1333—1384)
        - в) Прапрабабушка — госпожа Квон из клана Андон Квон (안동 권씨, 安東 權氏)

      - б) прабабушка — госпожа Сон из клана Чхонпунг Сон (청풍 송씨, 昌化夫人 淸風 宋氏); Вторая жена Хан Санджиля

    - а) Бабушка — госпожа Ли из клана Ёджу Ли (증 정경부인 여주 이씨, 贈 貞敬夫人 驪州李氏)
- Мать — внутренняя принцесса-консорт Хвангре из клана Ёхын Мин (? — 1479/1490) (황려부부인 여흥 민씨, 黃驪府夫人 驪興 閔氏)[4]
  - а) Дедушка — Мин Дэсэн (1372—1467) (민대생, 閔大生)[5]
  - а) Бабушка — госпожа Хо из клана Янчхон Хо (양천 허씨, 陽川 許氏)

### Братья и сестры
- Старшая сестра — госпожа Хан из клана Чхонджу Хан (청주 한씨, 淸州 韓氏)
  - Шурин — Син Джу (신주, 申澍) из клана Корён Син (고령 신씨, 高靈 申氏)
    - Племянник — Син Чжонхо (신종호, 申從濩) (1456—1497)
      - Внучатый племянник — Син Хан (신항, 申沆) (1477—1507)
        - Жена внучатого племянника — принцесса Хесук (혜숙옹주, 惠淑翁主) (1478 — ?); Старшая дочь короля Сонджона.
- Старшая сестра — госпожа Хан из клана Чхонджу Хан (청주 한씨, 淸州 韓氏)
  - Шурин — Юн Бан (윤반, 尹磻) из клана Папхён Юн (파평 윤씨, 坡平 尹氏)[6]
- Младший брат — Хан Бо (한보, 韓堡) (1447—1522)
  - Невестка — госпожа Ли из клана Хансан Ли (한산 이씨)
    - Племянник — Хан Кёнги (한경기, 韓景琦) (1472—1529)
      - Жена племянника — госпожа Ли из клана Чонджу Ли (숙인 전주 이씨, 淑人 全州 李氏)
      - Жена племянника — госпожа Ким из клана Оньян Ким (숙인 언양 김씨, 淑人 彦陽 金氏)
        - Внучатый племянник — Хан Хёп (한협, 韓勰)
        - Внучатый племянник — Хань Сун (한숭, 韓嵩)

    - Племянник — Хан Гёнчжон (한경종, 韓景琮)
      - Жена племянника — госпожа Ким из клана Хамджон Ким (함종 김씨)
        - Внучатый племянник — Хан Хён (한현, 韓絢)

    - Племянник — Хан Кёнчим (한경침, 韓景琛) (1482 -?)
      - Жена племянника — принцесса Гоншин (공신옹주, 恭愼翁主) (11 марта 1481 — 7 февраля 1549); третья дочь короля Сонджона
        - Внучатый племянник — Хан Чан (한찬, 韓瓚)
        - Внучатый племянник — Хан Кан (한강, 韓綱)

    - Племянник — Хан Гёнхван (한경환, 韓景環)
      - Внучатый племянник — Хань Юй (한유, 韓維)
      - Внучатый племянник — Хань Юй (한유, 韓績)[уточнить]

    - Племянник — Хан Гёнсун (한경순, 韓景珣)
      - Внучатый племянник — Хан Чжок (한작, 韓綽)

    - Племянник — Хан Кёнхам (한경함, 韓景{王+咸})
- Младшая сестра — королева Гонхе из клана Чхонджу Хан (공혜왕후 한씨) (8 ноября 1456 г. — 30 апреля 1474 г.)[7]
  - Шурин — Ли Хёль, король Сонджон (20 августа 1457 — 20 января 1494) (조선 성종)

### Муж
- Йеджон (조선 예종) (14 января 1450 — 31 апреля 1469)
  - Свёкор — король Седжо (조선 세조) (2 ноября 1417 — 23 сентября 1468)
  - Свекровь — королева Чонхви (정희왕후 윤씨) (8 декабря 1418 — 6 мая 1483)

### Дети
- Сон — Ли Бун, великий принц Инсон (인성대군 이분, 仁城大君 李糞) (31 декабря 1461 — 4 декабря 1463)
  - Приёмный внук — Ли Сок, принц Чоксон (적성군 이석) (1484—1539)
  - Приёмный внук — Ли Он, принц Сосон третьего младшего ранга (서성부정 이옹) (1487—1510)
- Пасынок — великий принц Джальсан (조선 성종) (19 августа 1457 — 19 января 1495)
  - Падчерица — королева Гонхе из клана Чхонджу Хан (공혜왕후 한씨) (8 ноября 1456 г. — 30 апреля 1474 г.) — детей нет
  - Падчерица — королева Джехён из клана Хаман Юн (제헌왕후 윤씨) (15 июля 1455 — 29 августа 1482)
    - Сводный внук — принц Ли Хёсин (1475 г.) (이효신)
    - Сводный внук — Ли Юн, наследный принц Ёнсан (23 ноября 1476 — 20 ноября 1506) (이융 연산세자)
    - Безымянный внук (? — 1479)

  - Падчерица — королева Чонхён из клана Папён Юн (정현왕후 윤씨) (21 июля 1462 — 13 сентября 1530)
    - Сводная внучка — принцесса Сунсук (1478 — 14 июля 1488) (순숙공주)\
    - Безымянная сводная внучка (1481—1486)
    - Сводный внук — Ли Ёк, великий принц Джинсон (16 апреля 1488 — 29 ноября 1544) (이역 진성대군)
    - Безымянная сводная внучка (1490—1490)